# Yokohama Stadium
Het Yokohama Stadium (Japans: 横浜スタジアム, Yokohama Sutajiamu) is een groot stadion in Yokohama, Japan. Het biedt plaats aan 34.046 bezoekers. Het is de thuisbasis van het Yokohama DeNA BayStars honkbalteam. Andere evenementen die er gehouden worden zijn muziekconcerten, wedstrijden Australian football en softbal. Het stadion werd geopend op 4 april 1978.
Het stadion is de locatie voor de honkbal- en softbalcompetitie op de Olympische Zomerspelen 2020. 

## Bekende optredens
Bekende namen die hier optreden waren onder meer: Santana met Masayoshi Takanaka in 1981, Michael Jackson vijf optredens tijdens de Bad World Tour in 1987, Tina Turner vier concerten in 1988 tijdens de Break Every Rule Tour, Madonna driemaal in 1990 tijdens de Blond Ambition World Tour, Luna Sea in 1996 en Nana Mizuki in 2014.